# العلاقات الإندونيسية السيشلية
العلاقات الإندونيسية السيشلية هي العلاقات الثنائية التي تجمع بين إندونيسيا وسيشل.

## مقارنة بين البلدين
هذه مقارنة عامة ومرجعية للدولتين:
| وجه المقارنة                                              | إندونيسيا         | سيشل                                                |
| --------------------------------------------------------- | ----------------- | --------------------------------------------------- |
| المساحة (كم2)                                             | 1.90 مليون        | 459                                                 |
| عدد السكان (نسمة)                                         | 263.99 مليون      | 95.84 ألف                                           |
| الكثافة السكانية (ن./كم²)                                 | 138.94            | 20.88 ألف                                           |
| العاصمة                                                   | جاكرتا            | فيكتوريا                                            |
| اللغة الرسمية                                             | اللغة الإندونيسية | لغة فرنسية، لغة إنجليزية، اللغة الكريولية السيشيلية |
| العملة                                                    | روبية إندونيسية   | روبية سيشلية                                        |
| الناتج المحلي الإجمالي (بليون دولار)                      | 1.02 تريليون      | 1.49 مليار                                          |
| الناتج المحلي الإجمالي (تعادل القوة الشرائية) بليون دولار | 2.85 تريليون      | 2.54 مليار                                          |
| الناتج المحلي الإجمالي الاسمي للفرد دولار أمريكي          | 3.35 ألف          | 15.48 ألف                                           |
| الناتج المحلي الإجمالي للفرد دولار أمريكي                 | 10.52 ألف         | 26.42 ألف                                           |
| مؤشر التنمية البشرية                                      | 0.684             | 0.772                                               |
| رمز المكالمات الدولي                                      | +62               | +248                                                |
| رمز الإنترنت                                              | .id               | .sc                                                 |
| المنطقة الزمنية                                           |                   | ت ع م+04:00                                         |

## منظمات دولية مشتركة
يشترك البلدان في عضوية مجموعة من المنظمات الدولية، منها:
| علم المنظمة | اسم المنظمة                               | تاريخ انضمام إندونيسيا | تاريخ انضمام سيشل |
| ----------- | ----------------------------------------- | ---------------------- | ----------------- |
|             | يونسكو                                    | 27 مايو 1950           | 18 أكتوبر 1976    |
|             | وكالة ضمان الاستثمار متعدد الأطراف        | 12 أبريل 1988          | 15 سبتمبر 1992    |
|             | الأمم المتحدة                             | 28 سبتمبر 1950         | 21 سبتمبر 1976    |
|             | الفريق المعني برصد الأرض                  | ?                      | ?                 |
|             | الاتحاد البريدي العالمي                   | ?                      | ?                 |
|             | البنك الدولي للإنشاء والتعمير             | 13 أبريل 1967          | 29 سبتمبر 1980    |
|             | الاتحاد الدولي للاتصالات                  | 1949                   | 17 سبتمبر 1999    |
|             | منظمة حظر الأسلحة الكيميائية              | ?                      | 29 أبريل 1997     |
|             | مؤسسة التمويل الدولية                     | 23 أبريل 1968          | 11 يونيو 1981     |
|             | المركز الدولي لتسوية المنازعات الاستشارية | 28 أكتوبر 1968         | 19 أبريل 1978     |
|             | منظمة الشرطة الجنائية الدولية             | 5 أكتوبر 1954          | 1 سبتمبر 1977     |

## وصلات خارجية
- موقع وزارة الخارجية الإندونيسية
- موقع وزارة الخارجية السيشلية